# Comitatul Cumberland, Maine
Comitatul Cumberland (în engleză Cumberland County) este un comitat din statul Maine, Statele Unite ale Americii, cu o populație de 285.456 de locuitori.

## Autostrăzi majore
- Interstate 95
- Interstate 295
- U.S. Route 202
- U.S. Route 302
- U.S. 1
- Maine State Route 9
- Maine State Route 77
- Maine State Route 114